# Manfred Stefes
Manfred Stefes (* 28. März 1967 in Korschenbroich) ist ein ehemaliger deutscher Fußballspieler und heutiger Trainer. In seiner Zeit als aktiver Spieler war er unter anderem für Borussia Mönchengladbach und Fortuna Düsseldorf tätig. Während seiner Zeit als Co-Trainer von Hans Meyer gelang Borussia Mönchengladbach in der Saison 2001/02 der Wiederaufstieg in die 1. Bundesliga nach zwei Jahren in der 2. Bundesliga. Von 2018 bis 2020 war Stefes Co-Trainer unter Lucien Favre bei Borussia Dortmund, dem er zuvor bereits bei Mönchengladbach assistierte.
Mit erfolgreichem Abschluss des DFB-Fußball-Lehrer-Lehrgangs ist Manfred Stefes seit 2003 staatlich anerkannter Fußball-Lehrer.

## Aktive Laufbahn
Manfred Stefes durchlief ab 1974 alle Jugendmannschaften von Borussia Mönchengladbach und spielte ab 1985 für Borussias Amateurmannschaft. Am 20. April 1989 gab der Abwehrspieler im Hamburger Volksparkstadion sein Profidebüt für die Elf vom Niederrhein unter dem damaligen Trainer Wolf Werner. Es folgten fünf weitere Einsätze in der Saison 1988/89, die Mönchengladbach auf dem sechsten Tabellenplatz beendete. In der folgenden Spielzeit gehörte Stefes zum Stammaufgebot der Profimannschaft und konnte insgesamt 18 Bundesligaeinsätze sowie eine Teilnahme im DFB-Pokal verbuchen. Direkt am ersten Spieltag der Saison 1990/91 gelang dem gebürtigen Korschenbroicher im Heimspiel gegen den VfL Bochum sein erstes und einziges Bundesligator. Unter Trainer Jürgen Gelsdorf kam Stefes in der Spielzeit 1991/92 nur noch auf sechs Einsätze in der Bundesliga und wechselte am Ende der Saison zum Zweitligisten Fortuna Düsseldorf, für die er insgesamt sechs Einsätze in der zweiten Bundesliga verbuchen konnte. 1993 beendete Stefes seine Profikarriere und war fortan im Amateurbereich für den Düsseldorfer SV 04, Germania Teveren, den Rheydter SV und SCB Preußen Köln aktiv. Ende der 1990er Jahre beendete er seine Spielerkarriere.

## Trainerlaufbahn
Nachdem er bereits zuvor als Rehatrainer für Borussia Mönchengladbach gearbeitet hatte, wurde Manfred Stefes im Jahr 2000 Co-Trainer von Rainer Bonhof.
Nach einer dreijährigen Zwischenstation beim MSV Duisburg war er seit 2009 Co-Trainer bei Borussia Mönchengladbach. In dieser Zeit arbeitete er unter anderem mit Hans Meyer, Lucien Favre und André Schubert zusammen.
Von Januar 2017 bis Juni 2018 war Stefes im Nachwuchszentrum von Borussia Mönchengladbach beschäftigt, wo er Talente entdecken und fördern sollte.
Von Juli 2018 bis Dezember 2020 war er bei Borussia Dortmund, wieder unter dem Cheftrainer Lucien Favre, als Co-Trainer tätig. Am 21. Spieltag der Saison 2018/19 betreute Stefes aufgrund einer Grippe Favres die Mannschaft als Cheftrainer. Anfang Januar 2022 wurde Stefes als neuer Co-Trainer von Christian Preußer beim Zweitligisten Fortuna Düsseldorf vorgestellt, er ersetzte Thomas Kleine. Ab Anfang Februar 2022 assistierte er gemeinsam mit Jan Hoepner dem neuen Cheftrainer Daniel Thioune.

## Erfolge
- Vize-Pokalsieger 1992 mit Borussia Mönchengladbach
- DFL-Supercup-Sieger 2019 mit Borussia Dortmund